# Glyptelasma hamatum
Glyptelasma hamatum is een rankpootkreeftensoort uit de familie van de Poecilasmatidae. De wetenschappelijke naam van de soort is voor het eerst geldig gepubliceerd in 1919 door Calman.